# Fromont jeune et Risler aîné (roman)
Pour les articles homonymes, voir Fromont jeune et Risler aîné.
Fromont jeune et Risler aîné (sous-titré Mœurs parisiennes), est un roman réaliste écrit par Alphonse Daudet et publié en 1874. Il a fait l'objet de plusieurs adaptations, au théâtre et au cinéma.

## Résumé
Brave dessinateur suisse employé à la fabrique de papiers peints des Fromont, rue des Vieilles-Haudriettes, dans le quartier du Marais, Guillaume Risler devient l'associé de l'héritier de cette maison, Georges Fromont, et épouse l'ambitieuse Sidonie Chèbe. Celle-ci ne s'est mariée avec Guillaume que par intérêt, après avoir rejeté le frère cadet de « Risler aîné », Frantz, qui est aimé sans retour par la pauvre Désirée Delobelle.
Le drame est provoqué par la liaison destructrice de Sidonie avec le faible Fromont.

## Historique

### Genèse

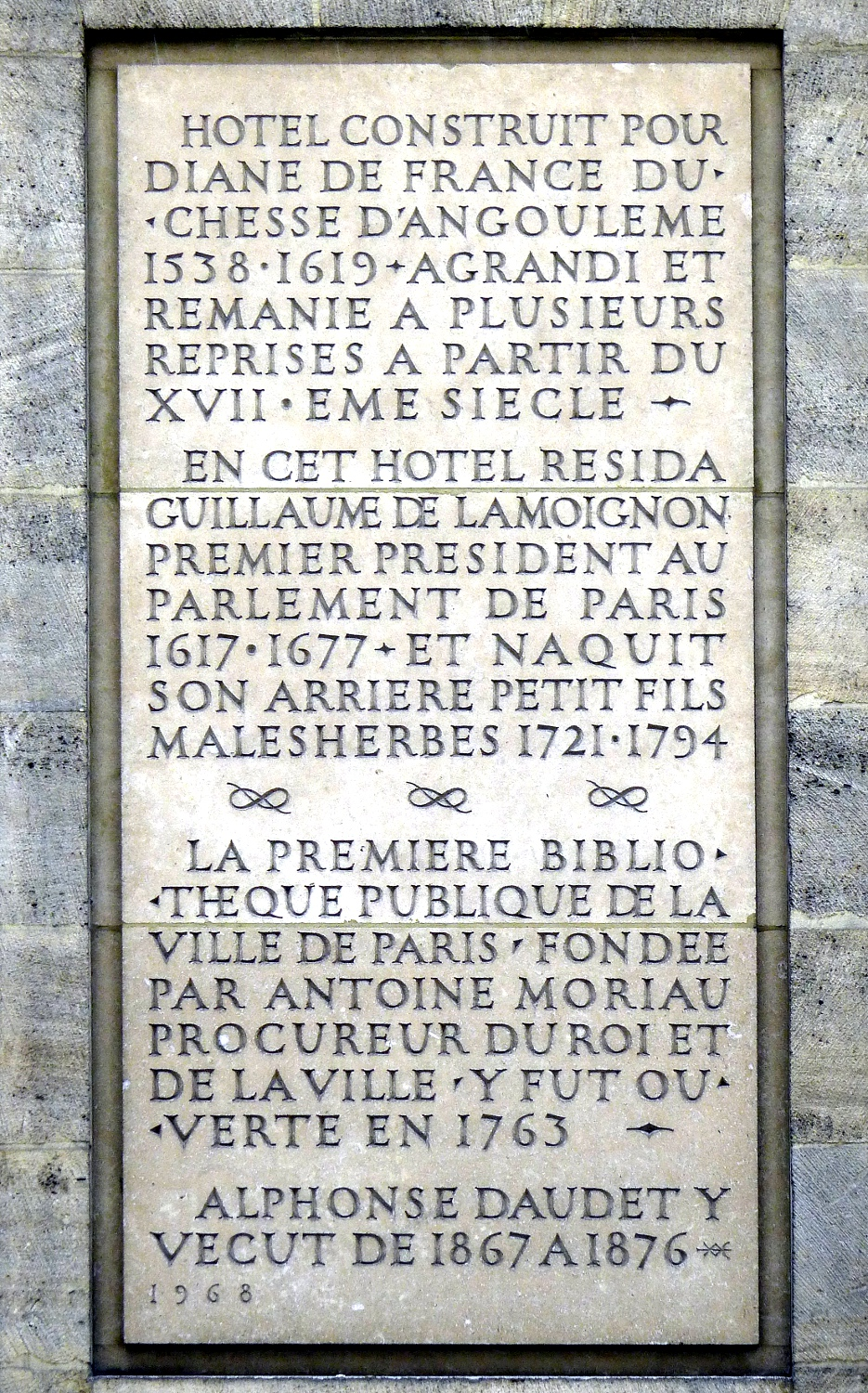
Plaque commémorative sur l'hôtel d'Angoulême Lamoignon, dans le Marais, où Daudet écrivit Fromont jeune et Risler aîné.

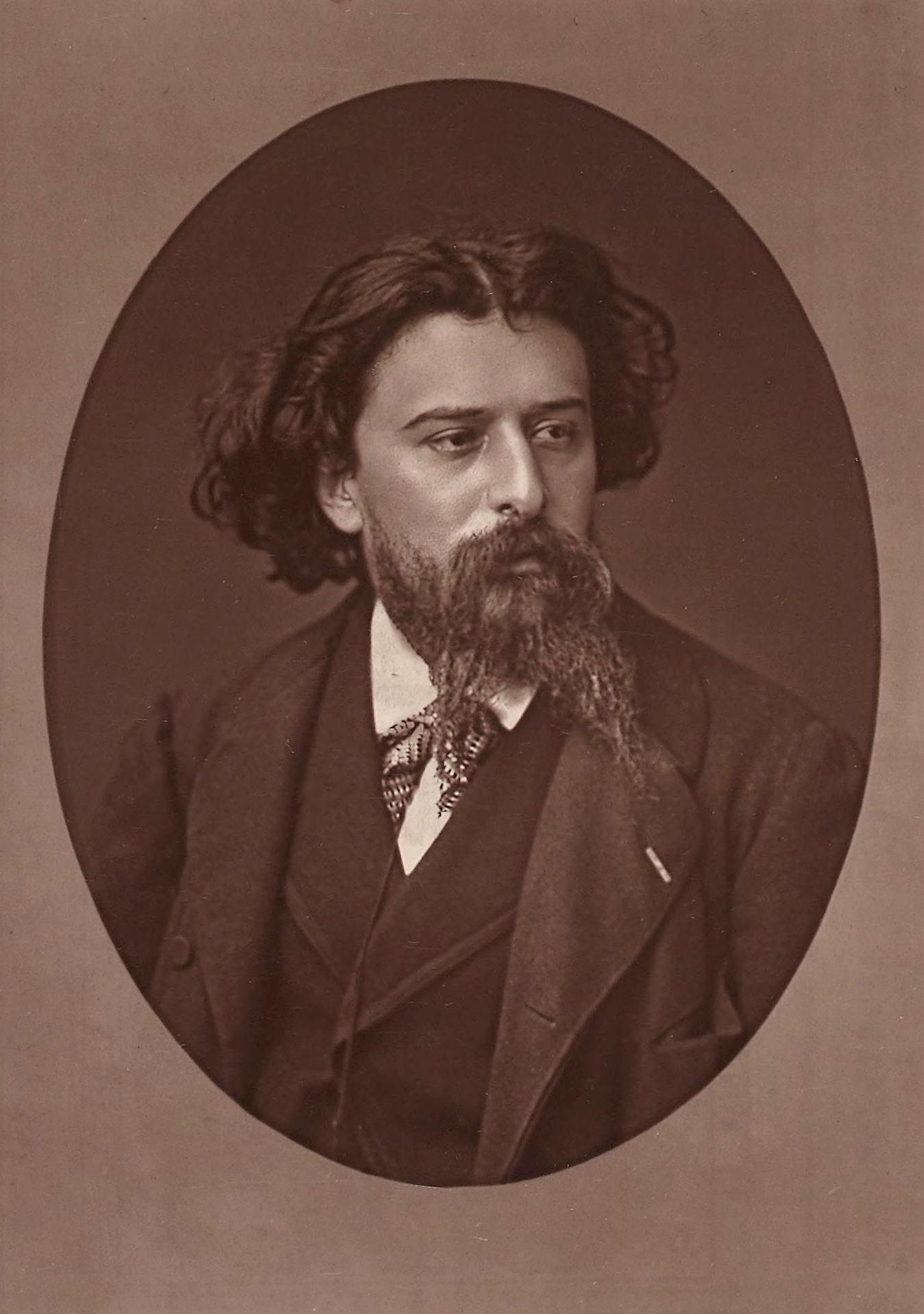
Photographie d'Alphonse Daudet par Mulnier (Paris-Portrait, no 262, 1878)

En 1872, après les échecs successifs de la pièce Lisa Tavernier et de l'adaptation théâtrale de L'Arlésienne, Julia Daudet a convaincu son mari de délaisser pour un temps l'art dramatique, qui ne lui réussit pas, ainsi que les sujets méridionaux, dont le public parisien semble s'être lassé. Imaginé initialement pour un projet de drame, le prochain récit de Daudet est donc adapté à la forme romanesque et son action est transposée dans la capitale, dans le quartier même où habitent l'écrivain et sa famille.
L'auteur s'inspire cependant de souvenirs de son enfance nîmoise, quand son père dirigeait une fabrique d'impression sur étoffes. Au sujet de Risler, Daudet note : « Ce grand blond, dessinateur de fabrique, travaillait chez mon père. D'Alsacien, je l'ai naturalisé Suisse pour ne pas mêler à mon livre le patriotisme sentimental, la tirade aux applaudissements faciles ».
Désirée Delobelle devait d'abord être une habilleuse de poupées, mais Daudet en a finalement fait une confectionneuse d'oiseaux et mouches pour modes après qu'André Gill eut appris à l'écrivain qu'il existait déjà un personnage trop similaire, Jenny Wren, dans L'Ami commun de Dickens.

### Publication et réception
Publié en feuilleton dans Le Bien public du 25 mars 1874 au 19 juin 1874, ce roman paraît en volume chez Charpentier à la fin du mois d'octobre suivant.
Le livre, très bien accueilli par le public et la critique, relance la carrière de Daudet. Les nouveaux tirages, ainsi que les demandes de traductions, se succèdent.
Henri d'Ideville écrit alors : « Il faut remonter loin pour rencontrer un livre de cette valeur. Le succès de ce petit volume sera éclatant, tapageur, populaire même, bien que l’œuvre soit très littéraire, et le livre restera, je l’affirme, parmi les meilleurs romans de notre époque ». Émile Blémont constate : « Le succès a été complet; nous sommes heureux de pouvoir le constater sans objections ni réserves ». Amédée Achard juge quant à lui que « la lecture de Fromont jeune et Risler aîné révèle chez l'auteur des Lettres de mon moulin un réel talent d'observation. S'il a l'art de bien mettre en lumière le cadre de son action [...], il ne s'entend pas moins à la savante et fine analyse des caractères, à la profonde étude des sentiments et des passions, et des mobiles qui les font jouer ».
Edmond About, qui y décèle l'influence de Dickens, émet plus de réserves que ses confrères : « Dans [ce] roman, qui obtient un immense succès, on cherche un caractère bâti de toutes pièces : Fromont jeune et Risler aîné sont deux types assez vraisemblables, mais on leur voudrait plus de corps et un relief mieux accusé. Les personnages accessoires valent mieux, il y en a même d'excellents dans le nombre, et cela se comprend : une figure reléguée au second plan satisfait le regard si elle est bien esquissée. L'auteur excelle dans le croquis ; il n'a pas encore exposé un vrai portrait en pied, grand comme nature. Son œuvre se compose en majorité de nouvelles courtes et charmantes, semblables à des flacons de Murano remplis d'essence précieuse ; on y chercherait en vain un vrai roman ». Victor Fournel, qui note également l'influence de Dickens, ainsi que celles des frères Goncourt et de Flaubert, est à peu près du même avis qu'About mais considère qu'« il n’en reste pas moins une œuvre d'un grand talent et d’un singulier intérêt, où même les ambitions nouvelles du romancier n’excluent pas les anciennes qualités du charmant conteur. Ce tableau mélodramatique, tracé par un pinceau qui reste dédaigneux et fin dans le détail, est rempli d’épisodes traités avec la même délicatesse qu’autrefois. [...] Les chapitres intitulés la Salle d'attente et un Fait divers sont de petits chefs-d’œuvre où le sentiment se mêle au réalisme et qui arrivent à l’émotion la plus intense par la précision pénétrante de la description ». Marius Topin compare le roman de Daudet à Madame Bovary, jugeant, malgré quelques « taches » stylistiques à corriger, que le premier est digne du second par le talent et de « beaucoup supérieur par la valeur morale ».
Le 10 juin 1875, Fromont jeune et Risler aîné est couronné par l'Académie française, qui lui attribue le prix de Jouy, fondé grâce au legs de Mme Bain-Boudonville (Victorine-Emma de Jouy (d)), fille d'Étienne de Jouy, et récompensant « un ouvrage soit d'observation, soit d'imagination, soit de critiques ayant pour objet l'étude des mœurs actuelles ».

## Adaptations

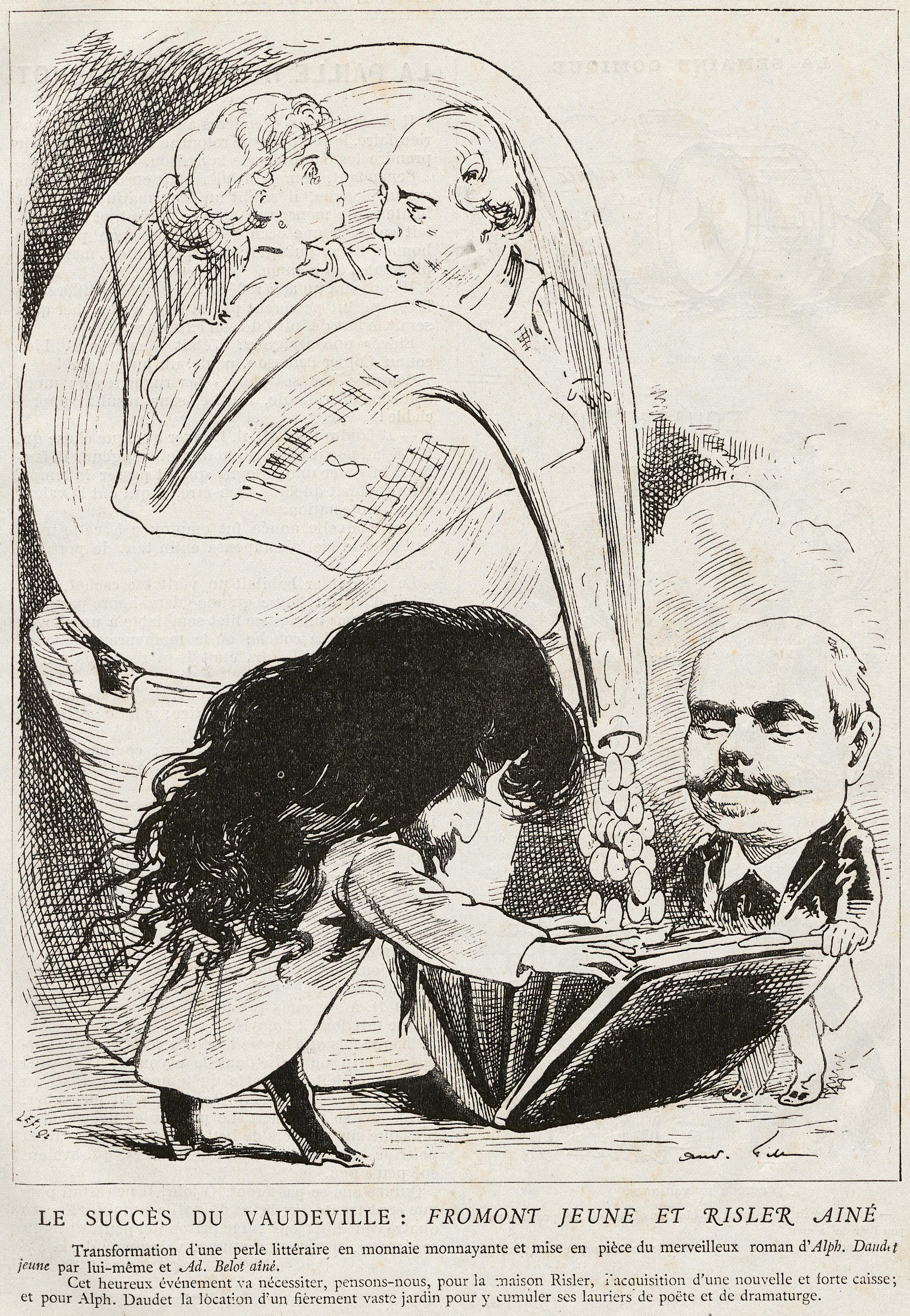
Caricature par André Gill au sujet de l'adaptation théâtrale du roman (L'Éclipse, 1er octobre 1876)

Encouragé par le succès du roman, Daudet en coréalise avec Adolphe Belot une adaptation théâtrale, créée au théâtre du Vaudeville le 18 septembre 1876.
Au XXe siècle, Fromont jeune et Risler aîné est adapté plusieurs fois au cinéma :
- Frau Eva (1916), par Robert Wiene ;
- Fromont jeune et Risler aîné (1921), par Henry Krauss ;
- Eheskandal im Hause Fromont jun. und Risler sen. (1927), par A. W. Sandberg ;
- Fromont jeune et Risler aîné (1941), par Léon Mathot.